# Empis bicuspidata
Empis bicuspidata är en tvåvingeart som beskrevs av Collin 1927. Empis bicuspidata ingår i släktet Empis och familjen dansflugor. Arten är reproducerande i Sverige. Inga underarter finns listade i Catalogue of Life.